# Brais Méndez
Brais Méndez Portela (Mos, 7 de janeiro de 1997) é um futebolista profissional espanhol que atua como meia-atacante na Real Sociedad.

## Carreira

### Celta
Brais Méndez se profissionalizou no Celta de Vigo, em 2014.
Iniciou a carreira no Celta B, a 7 de setembro de 2014, na Segunda B contra o Real Murcia, e marcou o seu primeiro gol como profissional dois anos depois, a 4 de setembro de 2016, contra o Palencia, jogo em que os galegos ganhariam por 3–1.
A 21 de setembro de 2017 foi o seu primeiro jogo com o Celta, numa partida da Primeira Divisão contra o Getafe. A partir daí jogou cada vez mais com o time celeste, chegando mesmo a ser titular no jogo em que o Celta empatou 2-2 no Camp Nou contra o Barcelona a 2 de dezembro de 2017.
Em 6 de julho de 2022, Brais foi anunciado pela Real Sociedad, assinando por seis anos, numa transferência cotada em 15 milhões de euros.